# Черкаська загальноосвітня школа № 19
Черкаська загальноосвітня школа І-ІІІ ступенів № 19 — загальноосвітній навчальний заклад у місті Черкаси. У радянські часи школа носила ім'я Героя Радянського Союзу Поднєвича Валентина Опанасовича. До 65-річчя перемоги у другій світовій війні у школі поновлено куточок бойової слави Героя.

## Історія
Школа відкрита 1 вересня 1962 року на базі загальноосвітньої школи № 8. Будівля школи за типовим проєктом 2-02-76.

## Директори
- Кузьменко Микола Панасович;
- Середенко Іван Митрофанович;
- Шарапа Іван Дмитрович;
- Коломієць Анатолій Миколайович;
- Лункін Юрій Миколайович.

## Структура

Пам'ятна дошка В.Поднєвичу

Педагогічний колектив складається із 47 учителів, з яких 19 мають вищу категорію, 10 — першу категорію та 2 — другу категорію, 7 мають звання «учитель-методист», 9 — звання «старший учитель».

## Випускники
- Матвієнко Валентина Іванівна — російський політик і дипломат, голова Ради Федерації Федеральних Зборів Російської Федерації, заступник Голови Уряду Російської Федерації (1998—2003), губернатор і голова Уряду Санкт-Петербурга (2003—2011);
- Федорук Олександр Леонідович — головний лікар Черкаської міської лікарні № 3;
- Федорук Леонід Олександрович — хірург Черкаської міської лікарні № 3;
- Бойко Віра Іванівна — кандидат хімічних наук, доцент кафедри хімії та наноматеріалознавства Черкаського національного університету імені Богдана Хмельницького;
- Литвин Олена Володимирівна — начальник редакційно-видавничого центру Черкаського державного технологічного університету;
- Задериголова Дмитро Андрійович — заступник директора з медичної частини Черкаської міської лікарні № 1;
- Пахар Ольга — журналістка телеканалу «1+1»;
- Невировський Анатолій — художній керівник ансамблю «Алегро»;
- Тетьора Ірина Анатоліївна — головний спеціаліст Управління освіти Департаменту освіти і гуманітарної політики Черкаської міської ради.